# Brevipalpus garmani
Brevipalpus garmani är en spindeldjursart som beskrevs av Baker 1949. Brevipalpus garmani ingår i släktet Brevipalpus och familjen Tenuipalpidae. Inga underarter finns listade.